# 冨田藤男
冨田 藤男（とみた ふじお、1935年5月15日 - ）は、南関東公営競馬の浦和競馬場に所属していた元調教師、現在は地方競馬の馬主。

## 来歴
父親が大井競馬場・小暮厩舎の厩務員で、自身もそこで勤務するようになる。その後父親の船橋競馬場移籍に伴い移動、さらに高崎競馬場、足利競馬場、金沢競馬場などを渡り歩き、最終的に浦和競馬場の長谷川甲子雄厩舎に移籍。その後調教師補佐となり、1973年に調教師免許を取得し厩舎開業。同年6月20日浦和競馬第5競走にて管理馬が初出走（ヒダパレス 9着）し、開業7戦目となる同年7月8日大井競馬第9競走で初勝利を挙げる（ヒロホース）。
2011年、平成23年度第1回調教師試験に同厩舎で厩務員をしていた次男の冨田敏男が合格、6月1日付けで調教師免許を取得したこともあり、同年6月3日付けで勇退した。
勇退後は馬主に転向し、冨田敏男厩舎などに馬を預託している。

## 厩舎の特徴
南関東の中でも際立って管理馬の出走回数が多い厩舎として知られた。出走表や競馬新聞の所属厩舎欄には、どこかにほぼ毎日の様に「浦和 冨田」という表記が見られたことから、ファンから“浦和の名物はキュウリと冨田”と言われたこともあったほどである。
この様な多出走の背景には、頑健な馬を集めて出走回数を稼ぐことで、少しでも多くの出走手当を確保して厩舎経営を安定させるという経営方針があった。これは賞金レベルが低い他地区では少なからぬ調教師が行う厩舎の経営方法であるが、地方競馬の中でも賞金レベルが高い南関東地区では特異な存在であった。連闘などでの管理馬の月4回出走は珍しくなく、中には開催日程の都合で中2日での出走もある。その様な方針の結果として勝率及び連対率は著しく低い。また、その様な経営経営の戦略上、脚元に不安が無いものの成績的に伸び悩んで他の厩舎から放出された馬を数多く引き受けていたこともあり、管理馬のほとんどは転厩馬であった。
1レースあたりの出走頭数が多いため、所属馬には厩舎所属騎手以外でもある程度決まった騎手が騎乗することが多い。かつては桑島孝春、久保秀男、小林真治、早見多加志といった騎手が騎乗することが多かったが、現在では金子正彦、岡田大、秋元耕成、折笠豊和といった騎手が騎乗している。的場文男、町田直希といった騎手が騎乗する場合は好勝負することもある。

## 通算成績
- 通算成績 - 460勝・2着631回・3着833回・出走回数15937回 勝率 2.9% 連対率 6.8%
  - 2007年 - 8勝・2着9回・3着23回・出走回数721回 勝率 1.1% 連対率 2.4%
  - 2008年 - 9勝・2着4回・3着9回・出走回数725回 勝率 1.2% 連対率 1.8%
  - 2009年 - 9勝・2着19回・3着16回・出走回数749回 勝率 1.2% 連対率 3.7%
  - 2010年 - 10勝・2着17回・3着24回・出走回数714回 勝率 1.4% 連対率 3.8%
  - 2011年 - 1勝・2着4回・3着3回・出走回数218回 勝率 0.5% 連対率 2.3%

## 調教師としての主な管理馬
- ハクホークイン（161連敗の記録を持ちエリザベスクィーンに抜かれるまで日本一だった）
- マルカカイゼル（房の国オープン）
- アースクエイク（姫山菊花賞3着）
- ヒロホース（勝島賞）

## 馬主としての主な所有馬
- シェナキング（菊水賞）